# Highway to Hell (sång)
Highway to Hell är en låt av bandet AC/DC. Låten blev en stor hit i hela världen och även albumet med samma titel blev en stor hit.

## Medverkande
- Bon Scott - sång
- Angus Young - sologitarr
- Malcolm Young - kompgitarr, bakgrundssång
- Cliff Williams - elbas, bakgrundssång
- Phil Rudd - trummor